# سميرة المانع
سميرة المانع
روائية عراقية من مواليد مدينة البصرة عام 1935م وعاشت فيها إلى سن الرابعة ثم انتقلت مع العائلة إلى منطقة الزبير وهناك دخلت المدرسة الابتدائية، ثم انتقلت إلى البصرة لتكمل فيها دراستها المتوسطة والثانوية.

## حياتها
بعد إكمالها للمرحلتين المتوسطة والثانوية بالبصرة، ذهبت لتعيش في بغداد ودرست بدار المعلمين العالية. انتقلت إلى لندن عام 1965، وعملت كأمينة مكتبة، ومعلمة للغة العربية. أسست مع زوجها د. صلاح نيازي مجلة (الاغتراب الأدبي) الدورية الصادرة بلندن، وعملت وعملت سكرتيرة تحرير من عام 1985 وحتى توقف الإصدار عام 2002. ساهمت في برنامج الكتابة العالمية في جامعة أيوا في الولايات المتحدة الاميركية لمدة ثلاثة شهور عام 1990.
اشتركت في مهرجان المؤلف العالمي بتورنتو بكندا في خريف 1990، وقرأت إحدى قصصها القصيرة “أدغال استوائية”. أخرجت المخرجة العراقية روناك شوقي القصة القصيرة “العنز والرجال”، ومثلت على قاعة الكوفة بلندن في عام 1999. حضرت فعالية منظمة العفو الدولية لحقوق الإنسان بلندن في عام 2008.

## أعمالها

### الروايات
- السابقون واللاحقون، 1972
- الثنائية اللندنية، 1990
- حبل السرة، 1990
- القامعون، 1997
- شوفوني .. شوفوني، 1999
- من لا يعرف ماذا يريد، 2010

### أعمال أخرى
- الغناء، (قصص قصيرة)، 1976
- النصف فقط، (مسرحية)، 1985
- الروح وغيرها، (قصص قصيرة)، 1999